# Iwaoa
Iwaoa é um gênero de gastrópodes pertencente a família Horaiclavidae.

## Espécies
- Iwaoa invenusta Kantor, Fedosov & Puillandre, 2018
- Iwaoa reticulata Kuroda, 1953[2]